# International Rehabilitation Council for Torture Victims
Das International Rehabilitation Council for Torture Victims (IRCT) ist eine unabhängige, global operierende Organisation mit Sitz in Kopenhagen, die 1985 von der bekannten dänischen Ärztin und Amnesty-international-Aktivistin Inge Genefke und ihren Mitstreitern gegründet wurde.

## Ziele und Aktivitäten
Das IRCT hat es sich zur Aufgabe gemacht, weltweit Hilfsorganisationen und Einzelpersonen im Kampf gegen die Folter zu unterstützen. Dabei konzentriert es sich vorrangig auf drei Ziele:
1. Unterstützung von Folteropfern und deren Familien mit medizinischen und psychologischen Ansätzen zu ihrer Rehabilitation
2. Forensische Dokumentation von Folter und Unterstützung von Folteropfern in Rechtsverfahren sowie die juristische Verfolgung der Täter
3. Interessenvertretung vor den Vereinten Nationen, insbesondere dem UN-Ausschuss gegen Folter, der EU und anderen regionalen Menschenrechtsforen für die Einhaltung der Rechte von Folteropfern.

Der IRCT ist der größte internationale Dachverband zur Unterstützung von Folteropfern. Gegenwärtig sind über 160 Rehabilitationszentren in über 75 Ländern Mitglieder des Netzwerks. Die Organisation stellt über die Unterstützungsarbeit hinaus Informationen zum Thema Folter und deren Prävention zur Verfügung und schickt Beobachter beziehungsweise eigene Experten zu internationalen Kongressen und Tagungen. Darüber hinaus berät sie Partnerorganisationen in Ländern, in denen Folterfälle festzustellen sind, beim Aufbau örtlicher Zentren und Netzwerke. 

## Geschichte
Das IRCT wurde 1985 im Rahmen des dänischen Rehabilitationszentrums für Folteropfer RCT (heute DIGNITY - Dänisches Institut gegen Folter, dänisch: DIGNITY - Dansk Institut mod Tortur) als private, humanitäre Organisation gegründet. 1997 wurden das Rehabilitationszentrums RCT und das IRCT in zwei unabhängige Organisationen aufgespalten. Dignity ist heute Mitglied des IRCT.